# 为了古普卡宣言人民联盟
为了古普卡宣言人民联盟（英語：People's Alliance for Gupkar Declaration，缩写为PAGD）是印度查谟和克什米尔中央直辖区的一个大帐篷政党联盟，成立于2020年10月20日。该联盟的成员党曾于2019年8月4日和2020年8月22日参与签署要求恢复查谟和克什米尔邦的两份《古普卡宣言》。

## 成员
- 查谟和克什米尔民族会议（英语：Jammu & Kashmir National Conference）
- 查谟和克什米尔人民民主党（英语：Jammu and Kashmir People's Democratic Party）
- 印度共产党（马克思主义）
- 查谟和克什米尔人民民族会议（英语：Jammu and Kashmir Awami National Conference）

## 前成员
- 查谟和克什米尔人民会议（英语：Jammu and Kashmir People's Conference）（2020年—2021年）
- 查谟和克什米尔人民运动（英语：Jammu & Kashmir People's Movement）（2020年—2022年）